# 奥古斯托·塞萨尔·桑地诺
奥古斯托·尼古拉斯·卡德隆·桑地诺（西班牙語：Augusto Nicolás Calderón Sandino，1895年5月18日—1934年2月21日），又名奥古斯托·塞萨尔·桑地诺（Augusto César Sandino），尼加拉瓜革命家。
1920年因参与械斗，而先后逃亡宏都拉斯，瓜地馬拉和墨西哥，在墨西哥参加反美斗争。1926年回国，1927年开始率领人民起义，反抗美国占领军。1929年6月25日，再次前往墨西哥，获得墨西哥政府的一些军用物资援助。其游击队最多时达3000多人，虽然被当时的美国政府描绘为一名匪徒，但是他坚决的抵抗意志，使得他成为拉丁美洲反抗美国控制的标志性英雄人物之一。
他率领的游击战最终迫使美国从尼加拉瓜撤军，但是他本人却被阴谋夺取独裁地位的安纳斯塔西奥·索摩查·加西亚暗杀。1960年代，索摩查家族独裁政权的反对者卡洛斯·丰塞卡和丹尼爾·奧蒂嘉等人以其为榜样，成立了桑地诺民族解放阵线，最终于1979年推翻了索摩查家族。

## 早年
桑迪諾於1895年5月18日誕生在馬薩亞省的尼基諾奧莫。他是西班牙裔富裕地主葛雷格里奧·桑迪諾諾（Gregorío Sandino）與印地安僕役瑪格麗塔·卡爾德隆（Margarita Calderón）的私生子。桑迪諾由母親撫養至9歲，之後被父親接回父方家裡，並接受父親安排的教育。
1912年7月，桑迪諾17歲就目睹了美國出兵干涉尼加拉瓜。當時大眾認為總統阿道尔弗·迪亚斯是美國派來的傀儡，並起義要推翻迪亞斯，但卻遭到美國部隊鎮壓。在10月4日的科約蒂佩山丘戰役中，叛軍領袖瑟勒東將軍在靠近宏都拉斯的希諾特加拉孔科迪亞陣亡，美國海軍陸戰隊從叛軍手中奪回科約蒂佩堡壘與馬薩亞市。桑迪諾就這樣看著瑟勒東將軍的遺體被美國海軍陸戰隊裝上牛車，載往卡塔里納下葬。